# Heterodisca
Heterodisca is een geslacht van vlinders van de familie spanners (Geometridae), uit de onderfamilie Ennominae.

## Soorten
- H. castanea Warren, 1906
- H. flammea Warren, 1907
- H. ignea Warren, 1903
- H. scardamiata Warren, 1896